# Kaskajmy
Kaskajmy (deutsch Groß Köskeim) ist ein Ort in der polnischen Woiwodschaft Ermland-Masuren. Er gehört zur Gmina Kętrzyn (Landgemeinde Rastenburg) im Powiat Kętrzyński (Kreis Rastenburg).

## Geographische Lage
Kaskajmy liegt in der nördlichen Mitte der Woiwodschaft Ermland-Masuren, vier Kilometer nordwestlich der Kreisstadt Kętrzyn (deutsch Rastenburg).

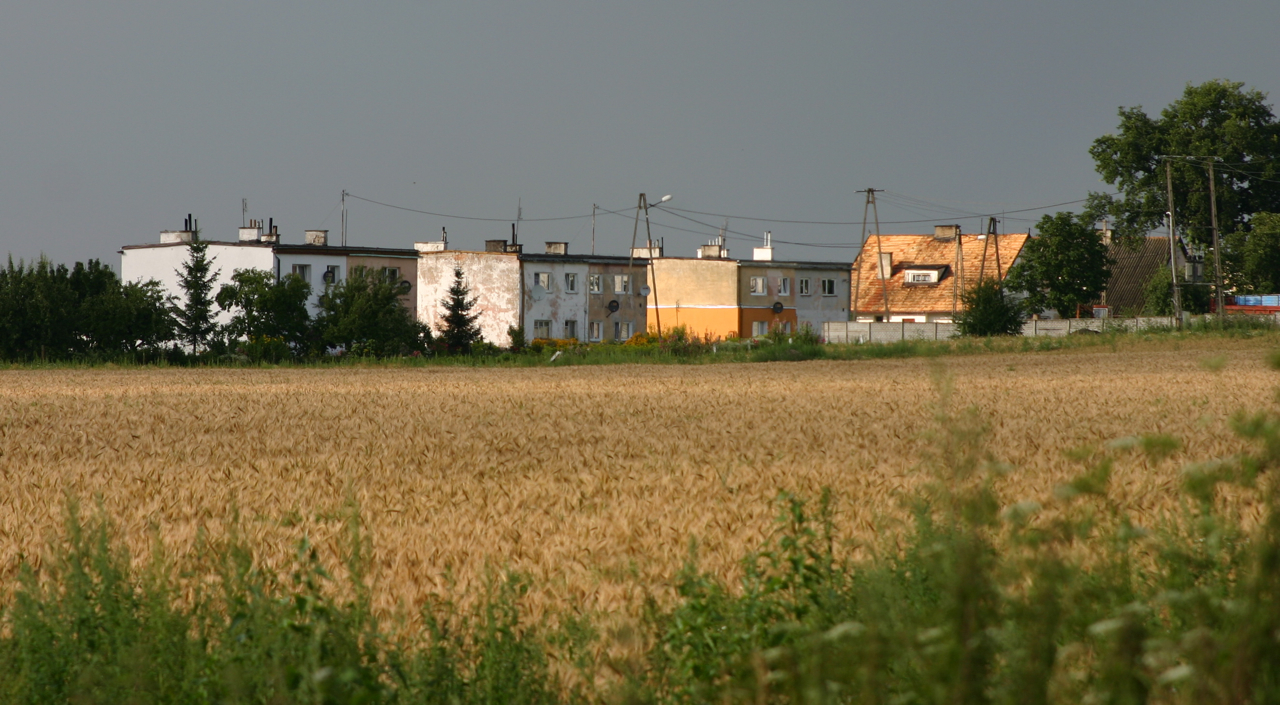
Dorfansicht Kaskajmy

## Geschichte
Das frühere Gutsdorf Kessekeim, nach 1450 Keeskeim genannt, wurde 1785 als „adliges Vorwerk und Bauerndorf“ mit fünf Feuerstellen erwähnt. 1818 kam das Dorf zum neu gebildeten ostpreußischen Kreis Rastenburg und wies 1820 als „adliges Gut“ sechs Feuerstellen bei 58 Einwohnern auf.
Im Jahre 1874 wurde der Gutsbezirk Groß Köskeim in den neu errichteten Amtsbezirk Alt Rosenthal (polnisch Stara Różanka) eingegliedert. 1885 zählte das Dorf 88 Einwohner, im Jahre 1910 waren es 78.
Am 30. September 1928 wurde aus den Gutsbezirken Borken (polnisch Borki), Groß Köskeim und Kattkeim (Katkajmy) die neue Landgemeinde Groß Köskeim gebildet.
Als solche wurde die Gemeinde Groß Köskeim am 23. Mai 1929 vom Amtsbezirk Alt Rosenthal in den Amtsbezirk Jeesau (polnisch Jeżewo) umgegliedert, der dann aber schon am 22. Juni 1929 in „Amtsbezirk Groß Galbuhnen“ (polnisch Gałwuny) umbenannt wurde.
Die Zahl der Einwohner Groß Köskeims belief sich im Jahre 1933 auf 187 und im Jahre 1939 auf 161.
In Kriegsfolge wurde 1945 das gesamte südliche Ostpreußen an Polen abgetreten. Groß Köskeim erhielt die polnische Namensform „Kaskajmy“ und ist heute mit den Ortschaften Borki (polnisch Borken) und Olchowo (Erlenhof) ein Ort innerhalb der Landgemeinde Kętrzyn (Rastenburg) im Powiat Kętrzyński (Kreis Rastenburg), von 1975 bis 1998 der Woiwodschaft Olsztyn, seither der Woiwodschaft Ermland-Masuren zugeordnet.

## Kirche
Bis 1945 war Groß Köskeim in die evangelische Pfarrkirche Rastenburg in der Kirchenprovinz Ostpreußen der Kirche der Altpreußischen Union, außerdem in die römisch-katholische Pfarrei Heiligelinde (polnisch Święta Lipka) im Bistum Ermland eingegliedert.
Heute gehört Kaskajmy katholischerseits zur Kirche in Garbno (Lamgarben) im Erzbistum Ermland, evangelischerseits zur Johanneskirche Kętrzyn innerhalb der Diözese Masuren der Evangelisch-Augsburgischen Kirche in Polen.

## Verkehr
Kaskajmy verfügt über keine Bahnanbindung. Das Dorf hat über Gałwuny (Groß Galbuhnen) an die Woiwodschaftsstraße 592 (einstige deutsche Reichsstraße 135) und ist von dort über Olchowo (Erlenhof) in Richtung Borki (Borken) zu erreichen.